# هنتر ديفيز
هنتر ديفيز (بالإنجليزية: Hunter Davies)‏ هو كاتب سير وصحفي بريطاني، ولد في 7 يناير 1936 في جونستون ‏ في المملكة المتحدة.